# Clarias nigromarmoratus
Clarias nigromarmoratus es una especie de pez de la familia Clariidae en el orden de los Siluriformes.

## Morfología
Los machos pueden llegar alcanzar los 17,6 cm de longitud total.

## Distribución geográfica
Se encuentra en la cuenca del río Congo en Angola.